# Отраслевое тарифное соглашение в электроэнергетике
Отраслевое тарифное соглашение в электроэнергетике Российской Федерации (ОТС) — правовой акт, регулирующий социально-трудовые отношения и определяющий общие принципы регулирования связанных с ними экономических отношений.
ОТС содержит минимальные гарантии, предоставляемые работникам электроэнергетики, служит основой для построения взаимоотношений сторон социального партнерства в организациях на правовой основе, учитывается при установлении тарифов для субъектов электроэнергетики. ОТС является базой, на основе которой в энергокомпаниях заключаются коллективные договоры, регулирующие конкретные аспекты социально-трудовых отношений между работодателями и работниками.

## История
История заключений ОТС в электроэнергетике ведет свой отсчет с 1992 года, когда было заключено Тарифное соглашение между Правительством РСФСР, Министерством промышленности РСФСР и Всероссийским комитетом «Электропрофсоюз».
С 2004 года единственной организацией, подписывающей отраслевые тарифные соглашения от имени работодателей электроэнергетики, является Объединение РаЭл (с 2018 года — Ассоциация «ЭРА России»). За этот период в электроэнергетике РФ были заключены: ОТС на 2005—2006 годы, ОТС на 2007—2008 годы, ОТС на 2009—2011 годы и Соглашение о продлении срока действия ОТС на 2012 год, ОТС на 2013—2015 годы и Соглашение о продлении срока действия ОТС на период 2016—2018 годов.
21 декабря 2018 года Ассоциацией «ЭРА России» и Всероссийским Электропрофсоюзом заключено Отраслевое тарифное соглашение в электроэнергетике Российской Федерации на 2019—2021 годы. Подписание Соглашения прошло по результатам совещания у Министра энергетики Российской Федерации А. В. Новака.
20 апреля 2022 года в Министерстве энергетики Российской Федерации состоялась торжественная церемония подписания Отраслевого тарифного соглашения в электроэнергетике (ОТС) на 2022 – 2024 годы сторонами социального партнерства – Ассоциацией «ЭРА России» и Всероссийским Электропрофсоюзом (ВЭП). Подписи под документом в присутствии главы Минэнерго России Н.Г. Шульгинова поставили Президент Ассоциации «ЭРА России» А.В. Замосковный и Председатель ВЭП Ю.Б. Офицеров.
Торжественная церемония подписания ОТС стала итогом 9 месяцев  коллективных переговоров, консультаций представителей сторон отраслевого социального партнерства, рабочих встреч в различных форматах, в том числе с участием представителей Минэнерго России и крупных энергетических компаний, многочасовых переговорных раундов Ассоциации и ВЭП, направленных на урегулирование разногласий, выработку консолидированной позиции сторон и формирование компромиссной редакции документа.

## Дополнительное чтение
- Казаков С.О. Основные формы социального партнерства в России и Германии: сравнительно-правовой анализ. Монография. — "Издательство ""Проспект""", 2017. — 365 с. — ISBN 978-5-392-25024-0.
- Н. Вишневская, О. Куликов. Формирование заработной платы в России: роль отраслевых тарифных соглашений. Вопросы экономики (20 апреля 2009). Дата обращения: 6 февраля 2020. Архивировано 7 февраля 2020 года.
- Котляр Б. А., Окуньков А. М. Экспертиза отраслевых тарифных соглашений-условие определения экономически обоснованных затрат на персонал (часть I) //Сталь. — 2016. — №. 12. — С. 76-78.
- Котляр Б. А., Окуньков А. М. Экспертиза отраслевых тарифных соглашений-условие определения экономически обоснованных затрат на персонал (часть II) //Сталь. — 2017. — №. 1. — С. 73-81.
- Акопян А. В, Любимова Н. Г. Сравнительный анализ мотивационной составляющей отраслевых тарифных соглашений отраслей топливно-энергетического комплекса // Вестник университета. — 2019. — Вып. 4. — ISSN 1816-4277.